# Albany (Oregon)
Albany az Amerikai Egyesült Államok északnyugati részén, Oregon állam Linn és Benton megyéiben elhelyezkedő város, Linn megye székhelye, egyben az állam 11. legnagyobb települése. A 2020. évi népszámlálási adatok alapján 56 472 lakosa van.

## Története
A térségben egykor a kalapuja indiánok éltek, akik Takenah-nak (más formában Tekenah) nevezték; a szó a Calapooia és Willamette folyók találkozásánál fekvő mély medencére utal. Lélekszámuk négy- és húszezer fő között volt; az európaiak által behurcolt himlő és malária miatt számuk 90%-kal csökkent. Az 1850-es szerződés az európai-amerikaiak számára lehetővé tette a letelepedést.
Az első telepes az 1845-ben érkező Abner Hackleman iowai farmer volt, aki egy évvel később a hazafelé tartó úton elhunyt. 1847-ben a New York-i testvérpár, Walter és Thomas Monteith itt telepedtek le; 1848-ban Hiram N. Smeadtől másfél négyzetkilométer területet és egy lovat vásároltak, majd 240 ezer négyzetmétert a leendő város számára különítettek el, amit szülővárosukról, a New York állambeli Albanyről neveztek el. Abner Hackleman fia, Abram később a régióba érkezett és lakóházat épített, ami ma is áll; a területen kialakult kistelepülést 1849-ben Takenah néven ismerték.
A Monteith és Hackleman családok politikai riválisok voltak: előbbiek a republikánusokkal szimpatizáló kereskedők, utóbbiak pedig a demokratákkal szimpatizáló munkásosztálybeliek voltak; a Baker utcán a két területet elválasztó sövényt telepítettek. A Monteith-ek Samuel Althouse segítségével 1849-ben vázszerkezetes lakóházat építettek, amely akkoriban Oregon legjobb lakóépülete volt. A kaliforniai aranyláz idején felszereléseket árultak; a profitból több vállalkozásba (például bolt) kezdtek.
A város első iskoláját 1851-ben alapította R. C. Hill orvos; oktatója Abram Hackleman felesége, Eleanor B. Hackleman volt. Az első iskolaépület 1855-ben nyílt meg. 1852-ben kikötött az egy évvel korábban Oregon Cityből indult Multnomah gőzhajó és megnyílt az első malom.
A posta 1850. január 8-án nyílt meg; vezetője John Burkhart lett. A település nevét november 4-én New Albanyre módosították, de 1853-ban a változtatást visszavonták. 1851-ben a megyeszékhelyt Calapooiából Albanybe helyezték át. Az első törvényszék a Monteith család által adományozott négy hektáros területen épült fel 1852-ben, ezt 1853 áprilisában egy kétszintes épület váltotta. A mai épület a korábbiak helyén áll.
Az 1850-es években a keleti városrész lakói kérvényezték, hogy mindkét oldalt Takenah-ra nevezzék át; mivel a név másik jelentése „gödör a földben”, a módosítást 1855-ben visszavonták. Albany 1864-ben kapott városi rangot.
Helyi üzletemberek félmillió dollárral járultak hozzá, hogy a vasút ne kerülje el a települést; a vonatok 1871 óta járnak. A világ leghosszabb vasúti fahídját 1888-ban állították fel. 1910-ben Albanyből napi 28 személyvonat indult.
1872-ben létrejött a Santiam Ditch and Canal Company, az év őszére pedig elkészült a város csatornája. 1924-től az elektromos áramot vízenergiával állították elő; a Pacific Power tulajdonában álló létesítményt a város 1984-ben megvásárolta, 1991-ben pedig leállította. 2003-ban döntöttek az újraindításról; a négy megawattos erőmű 2009 februárjától üzemel újra. A Mountain States Power Company székhelye Albanyben volt.
Az 1940-es évektől megrendezett Albany Timber Carnivalon sziklamászó és favágóversenyeket is rendeztek; az eseményt a hanyatló faipar és az alacsony érdeklődés miatt 2001-ben megszüntették.
1916-ban Li Kuo-csin megalapította a volfrámbányászattal foglalkozó Wah Chang Trading Corporationt, melynek 1960-ig igazgatója, majd egy évvel későbbi haláláig elnöke volt. Az USA bányaügyi hivatala 1942-ben kutatóközpontot nyitott, ahol titánt és cirkóniumot bányásztak. Az 1970-es években az iparűzési adóból származó bevételek növelése érdekében a Wah Chang létesítményeit magában foglaló területet a városhoz akarták csatolni; ennek megakadályozására 1974-ben létrejött Millersburg. A bányaügyi hivatal 1996-os megszűnésével a kutatóközpont az energiaminisztérium fosszilis hordozókkal foglalkozó részlegéhez került át, 2005-ben pedig a Nemzeti Energiatechnológiai Laboratórium része lett.

## Éghajlat
A város éghajlata mediterrán (a Köppen-skála szerint Csb).. A régió az 1962. októberi viharban jelentősen megrongálódott.
| Hónap                         | Jan. | Feb. | Már. | Ápr. | Máj. | Jún. | Júl. | Aug. | Szep. | Okt. | Nov. | Dec. | Év   |
| ----------------------------- | ---- | ---- | ---- | ---- | ---- | ---- | ---- | ---- | ----- | ---- | ---- | ---- | ---- |
| Átlagos max. hőmérséklet (°C) | 7,9  | 11,4 | 13,6 | 15,2 | 20,2 | 23,2 | 27,0 | 27,1 | 24,3  | 18,2 | 11,9 | 8,1  | 17,4 |
| Átlagos min. hőmérséklet (°C) | 0,9  | 1,3  | 1,9  | 3,2  | 5,9  | 9,2  | 10,3 | 10,4 | 8,3   | 5,0  | 3,7  | 1,4  | 5,1  |
| Átl. csapadékmennyiség (mm)   | 160  | 130  | 110  | 66   | 56   | 36   | 10   | 13   | 43    | 86   | 160  | 170  | 1040 |
| Forrás: Weatherbase           |      |      |      |      |      |      |      |      |       |      |      |      |      |

## Népesség
A 2010-es népszámláláskor a városnak 50 158 lakója, 19 705 háztartása és 12 894 családja volt. A népsűrűség 1028,9 fő/km2. A lakóegységek száma 20 979, sűrűségük 430,3 db/km2. A lakosok 87,8%-a fehér, 0,7%-a afroamerikai, 1,2%-a indián, 1,4%-a ázsiai, 0,2%-a a Csendes-óceáni szigetekről származik, 5,2%-a egyéb, 3,6%-a pedig kettő vagy több etnikumú. A spanyol vagy latino származásúak aránya 11,4% (   )
A háztartások 33,7%-ában élt 18 évnél fiatalabb. 47,8% házas, 12,4% egyedülálló nő, 5,2% egyedülálló férfi, 34,6% pedig nem család. 26,7% egyedül élt; 9,9%-uk 65 éves vagy idősebb. Egy háztartásban átlagosan 2,5 személy élt; a családok átlagmérete 3,01 fő.
A medián életkor 35,6 év volt. A város lakóinak 25%-a 18 évesnél fiatalabb, 9,6% 18 és 24 év közötti, 27,4%-uk 25 és 44 év közötti, 24,7%-uk 45 és 64 év közötti, 13,1%-uk pedig 65 éves vagy idősebb. A lakosok 48,8%-a férfi, 51,2%-a pedig nő.

## Közigazgatás
Albany az adminisztratív feladatok ellátására egy városmenedzsert alkalmaz. A polgármestert kettő, a három képviselőt pedig négy évre választják; mandátumok lejáratának időpontja eltérő. A város alapszabályát 1891-ben fogadták el; a legfrissebb változat az 1957-es, amit azóta többször is módosítottak.
A tűzoltóság, a rendőrség, a könyvtár, valamint a víz- és szennyvízhálózat fenntartásáért is a város felel; a közszolgáltatóknál összesen 450-en dolgoznak. Az önkormányzatot 2009-ben és 2010-ben az International City/County Management Association Kiválóság-díjával tüntették ki; a Sunshine Review 2010-ben, 2011-ben és 2012-ben pedig az átláthatóságra és a városi honlap akadálymentességére A+ értékelést adott. 2010 szeptemberében a League of Oregon Cities a várost az üvegzseb-applikációért díjazta, 2011 januárjában pedig a Government Computer News a városi honlapot a legjobb kormányzati weboldalak közé választotta. Albanyt 2016-ban Oregon egyik legbiztonságosabb városának nyilvánították.
Az e-Republic 2015-ös digitalizációs felmérésének nyertese Albany volt.

## Gazdaság
Albany a „ritka fémek fővárosa”: cirkóniumot, hafniumot és titánt is előállítanak.} A legnagyobb fémipari cég a 0,45 km2 területen működő ATI Specialty Alloys and Components. A régió jelentős perjeexportőr.
A faipar hanyatlása és a gyártóipar külső feleknek történő kiszervezésével Linn megyében jelentősen megnőtt a munkanélküliség; a kieső munkalehetőségeket a szolgáltatóipar pótolta. A legnagyobb gyártóipari cég az Oregon Freeze Dry.}
A városban energetikai és fémtechnológiai kutatólaboratóriumok is működnek.

## Kultúra
Az Albany Timber Carnivalt 2000-ig rendezték meg, majd 2008-ban sikertelenül próbálták újraéleszteni; az eseményen rönkgurítás és fűrészverseny is volt. Az Albany Arts Festivalt 1970-től az 1980-as évekig tartották meg.
A történelmi belvárosban található az 1951 óta működő Albany Civic Theater, valamint az állam egyik legrégebbi Carnegie könyvtára.

## Parkok
A parkok, kerékpárutak és az uszoda fenntartásáért, valamint a városi rendezvények megszervezéséért a Parks and Recreation Department felel.
A Timber–Linn Memorial Parkban a Santiam District Garden Club és a Linn County Veterans Memorial Association által finanszírozott emlékmű található, amely a 20. században elesetteknek állít emléket. Az American Veterans Traveling Tribute a Washington D.C-ben felállított veteránok emlékfalának másolata. A Lexington Parkban emlékfákat ültetnek. A város részt vesz az Arbor Day Foundation Tree City USA programjában.
Albanyben kettő golf- és egy bowlingpálya található (utóbbi területén egy minigolfpálya is van).

## Oktatás
Albanyben van a Linn–Bentoni Közösségi Főiskola székhelye, amely az Oregoni Állami Egyetemmel, a Nyugat-oregoni Egyetemmel és az Oregoni Műszaki Intézettel közös duális képzést is indít. Az intézménynek körülbelül 24 ezer hallgatója van.
A város közoktatási intézményeiben körülbelül kilencezren tanulnak.

## Infrastruktúra

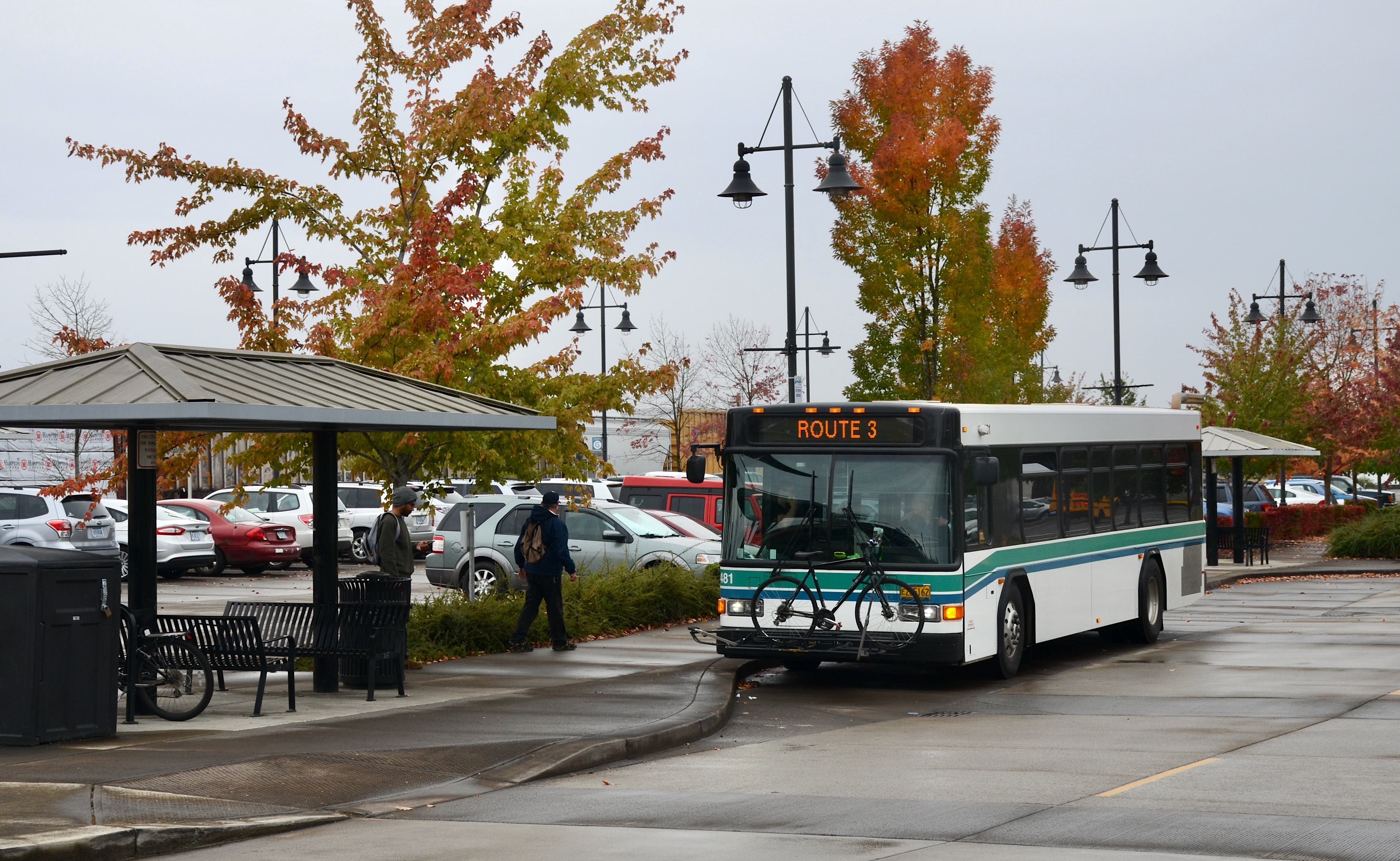
Autóbusz a vasútállomásnál

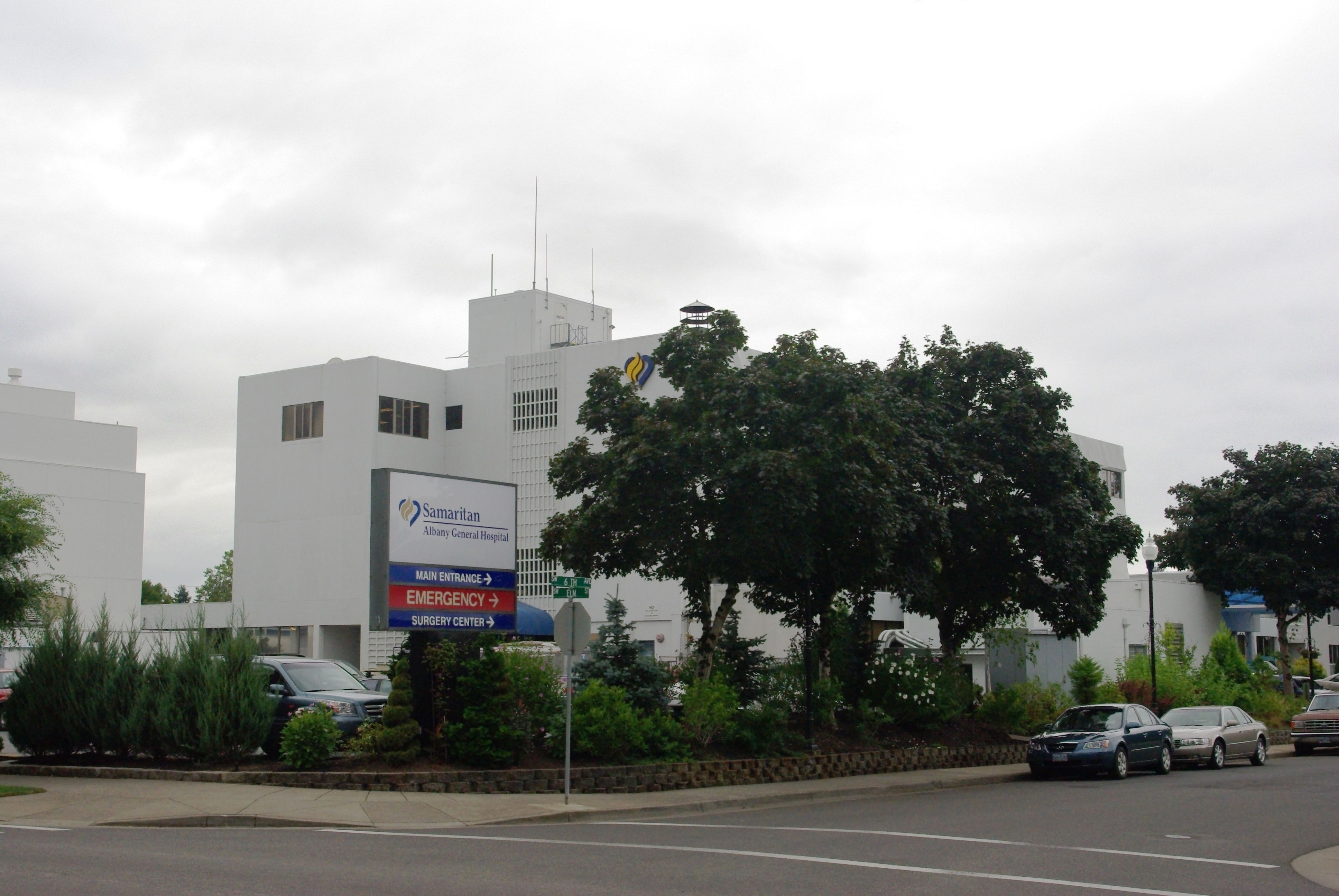
Szamaritánus kórház

### Közlekedés

#### Közút
Az Interstate 5 és az Oregon Route 34 közelében fekvő várost keresztülszeli a U.S. Route 20 és az Oregon Route 99E.

#### Busz
A helyi közlekedést az Albany Transit System, a Corvallis irányú helyközit pedig a Linn–Benton Loop és az Amtrak által üzemeltetett Valley Retriever Thruway biztosítják.

#### Vasút
A várost az Amtrak Cascades és Coast Starlight vonatok szolgálják ki; Albany a Eugene és Vancouver között tervezett vasúti korridor egy megállója lesz. Az 1909-ben épült állomást 2004-ben felújították, amiért 2006-ban a várost az Oregon Downtown Development Association díjazta.

#### Légi közlekedés
Az 1920-ban megnyílt repülőtér 1998-ban felkerült a történelmi helyek listájára. 1931 óta évente légi bemutatót rendeznek.

#### Hidak
A Willamette folyón a U.S. Route 20 részét képező Ellsworth és Lyon utcai hidakon lehet átkelni.

#### Túraútvonalak
A városban több kilométernyi gyalogos és kerékpáros útvonal húzódik. Az Amerikai Kerékpárosliga a várost 2010-ben kerékpárosbarát településsé minősítette.

### Egészségügy
Az 1924 óta működő kórház 76 betegággyal van felszerelve; a fenntartó Samaritan Health Services traumatológiai intézményeket is működtet.

## Média

### Újság
A Lee Enterprisees tulajdonában álló Albany Democrat-Herald naponta jelenik meg. Az újság elődje a Delazon Smith szenátor által 1859-ben indított Oregon Democrat.

### Rádió
A városban öt közép- és nyolc ultrarövidhullámú rádióadó fogható, amelyek között countryt és keresztény zenét sugárzó adók is vannak.

## Nevezetes személyek és csoportok
- Abigail Scott Duniway, színész[76]
- Alan L. Hart, orvos[77]
- Charles B. Bellinger, szövetségi bíró[78]
- Dave Johnson, olimpikon tízpróbázó[79]
- Daveigh Chase, színész[80]
- Delazon Smith, szenátor[81]
- Dyrol Burleson, olimpikon futó[82]
- Elmo Smith, Oregon 27. kormányzója[83]
- Falling Up, keresztényrock-együttes[84]
- Frank Morse, politikus[85]
- George Earle Chamberlain, Oregon 11. kormányzója[86]
- James K. Weatherford, szenátor, az állami képviselőház elnöke[87]
- Jerry Andrus, bűvész[88]
- Jin Mao, az USA első kínai-amerikai szenátora[89]
- Mike Barrett, sportkommentátor[90]
- Percy R. Kelly, ügyvéd[17]

## Fordítás
- Ez a szócikk részben vagy egészben  az   Albany, Oregon című angol Wikipédia-szócikk ezen változatának fordításán alapul.  Az eredeti cikk szerkesztőit annak laptörténete sorolja fel. Ez a jelzés csupán a megfogalmazás eredetét és a szerzői jogokat jelzi, nem szolgál a cikkben szereplő információk forrásmegjelöléseként.